# Olivier Charles
Pas d'image ? Cliquez ici

a Compétitions nationales et continentales officielles uniquement.

b Matchs officiels uniquement.
Olivier Charles, né le 12 juillet 1979, est un joueur de rugby à XIII français dans les années 2000 et 2010.
Il débute à Villeneuve-sur-Lot avec lequel le Championnat de France en 2003 et la Coupe de France en 2003. Il rejoint ensuite Toulouse et Villefranche-Cahors avant de revenir à Villeneuve-sur-Lot. En 2007, il est pris dans l'équipe française de Super League des Dragons Catalans et y dispute quelques matchs. Il retourne en 2008 à Villeneuve-sur-Lot.
Fort de ses performances en clubs, il est appelé à plusieurs reprises entre 2005 et 2006 en équipe de France avec laquelle il décroche le titre de Coupe d'Europe des nations en 2005.

## Biographie
Olivier Charles a connu différents épisodes avec la justice en raison de chèques impayés et escroquerie, condamné à de la prison ferme qui à la suite d'un aménagement de peine s'effectue sous liberté surveillée avec un bracelet électronique.

## Palmarès
- Collectif :
  - Vainqueur de la Coupe d'Europe : 2005 (France).
  - Vainqueur du Championnat de France : 2003 (Villeneuve-sur-Lot).
  - Vainqueur de la Coupe de France : 2003 (Villeneuve-sur-Lot).